# Billy Hibbert
William Hibbert (Golborne, 21 settembre 1884 – Blackpool, 16 marzo 1949) è stato un calciatore inglese, di ruolo centravanti.

## Biografia
Era nato a Golborne, Lancashire, Inghilterra, Hibbert il 3 maggio 1906.
Suo cognato era Joe Shaw, difensore inglese che ha collezionato più di 300 presenze con l'Arsenal.

## Carriera

### Club
Viene ingaggiato dal Bury F.C. Nel 1911, firma con il Newcastle United per una cifra record ai tempi. Col Newcastle, Hibbert segna 46 gol in 139 partite. Nel 1920 firma per il Bradford City, dove diventa il capocannoniere della squadra per due stagioni consecutive, segnando 26 gol in 53 partite.  Nel 1922, firma per l'Oldham, dove colleziona 4 gol in 16 partite. Nel 1923, si trasferisce negli USA dove viene ingaggiato dai Fall River F.C., militanti nell'American Soccer League. Colleziona solo 4 presenze e un gol. Sempre nel 1923, si trasferisce ai J&P Coats per il resto della stagione, continuando a militarvi fino al 1926. Con i Coats, colleziona 56 presenze e 24 reti. È morto a Blackpool, il 16 marzo 1949.

### Nazionale
Hibbert ha collezionato una sola presenza con l'Inghilterra, il 2 aprile 1910, giorno in cui gli inglesi sconfissero la Scozia con il risultato di 2-0.